# Museo Arqueológico de Díon
El Museo Arqueológico de Díon es un museo de Grecia ubicado en las proximidades del sitio arqueológico de la antigua ciudad de Díon, en la región de Macedonia Central. El primer museo se fundó en 1931 y posteriormente, en 1983, se trasladó a un nuevo edificio.

## Colecciones

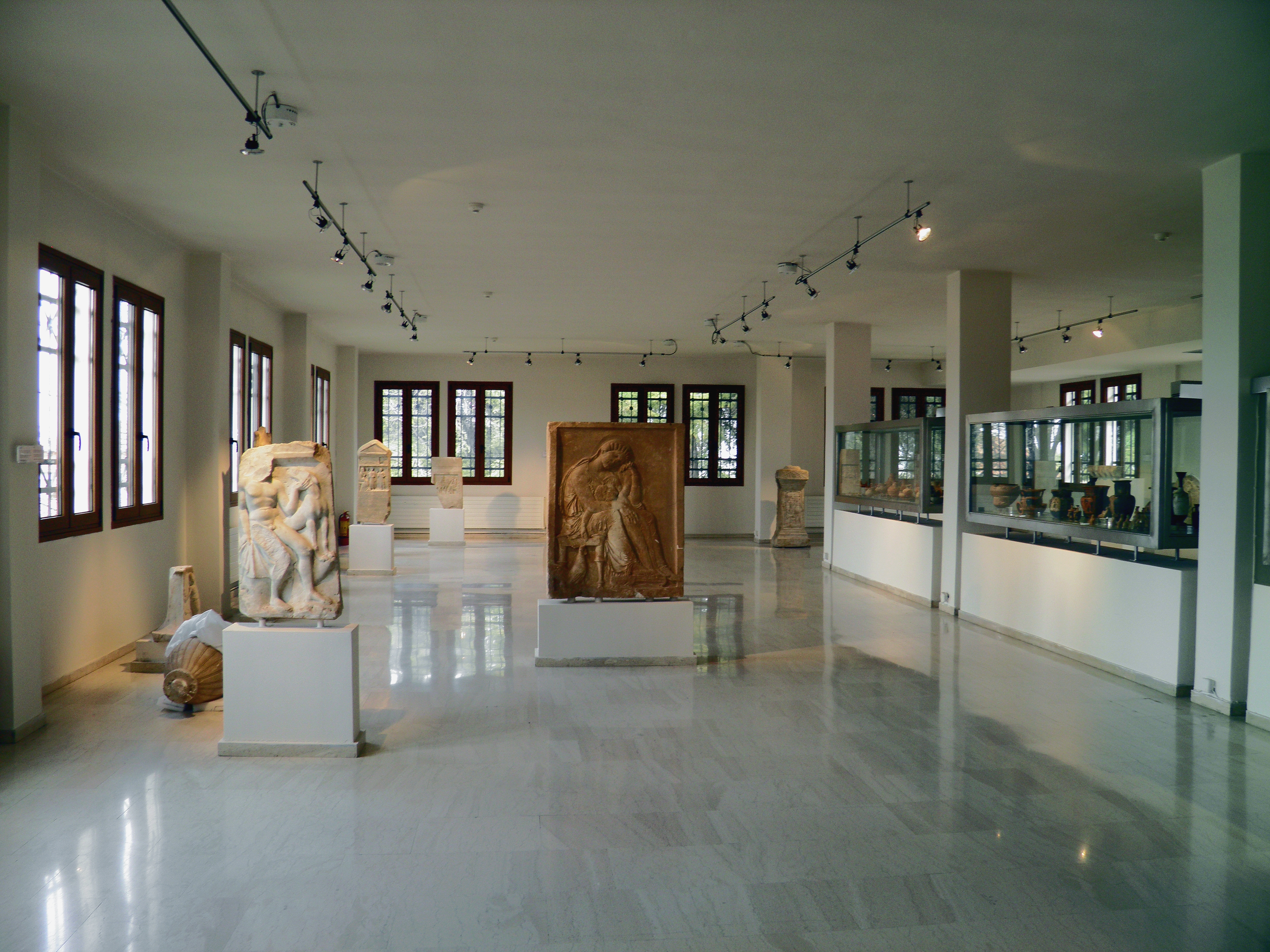
Un sector del museo

El museo contiene una colección de objetos procedentes principalmente de excavaciones en la antigua Díon, pero también de Pidna y de otros lugares del área de Piería.
Entre ellos se encuentran estatuas, monumentos funerarios, mosaicos, ofrendas votivas, monedas y objetos de uso cotidiano. Una de las piezas más singulares es un órgano hidráulico del siglo I a. C., uno de los instrumentos musicales conocidos más antiguos. También hay material audiovisual relacionado con la antigua Díon y el monte Olimpo.

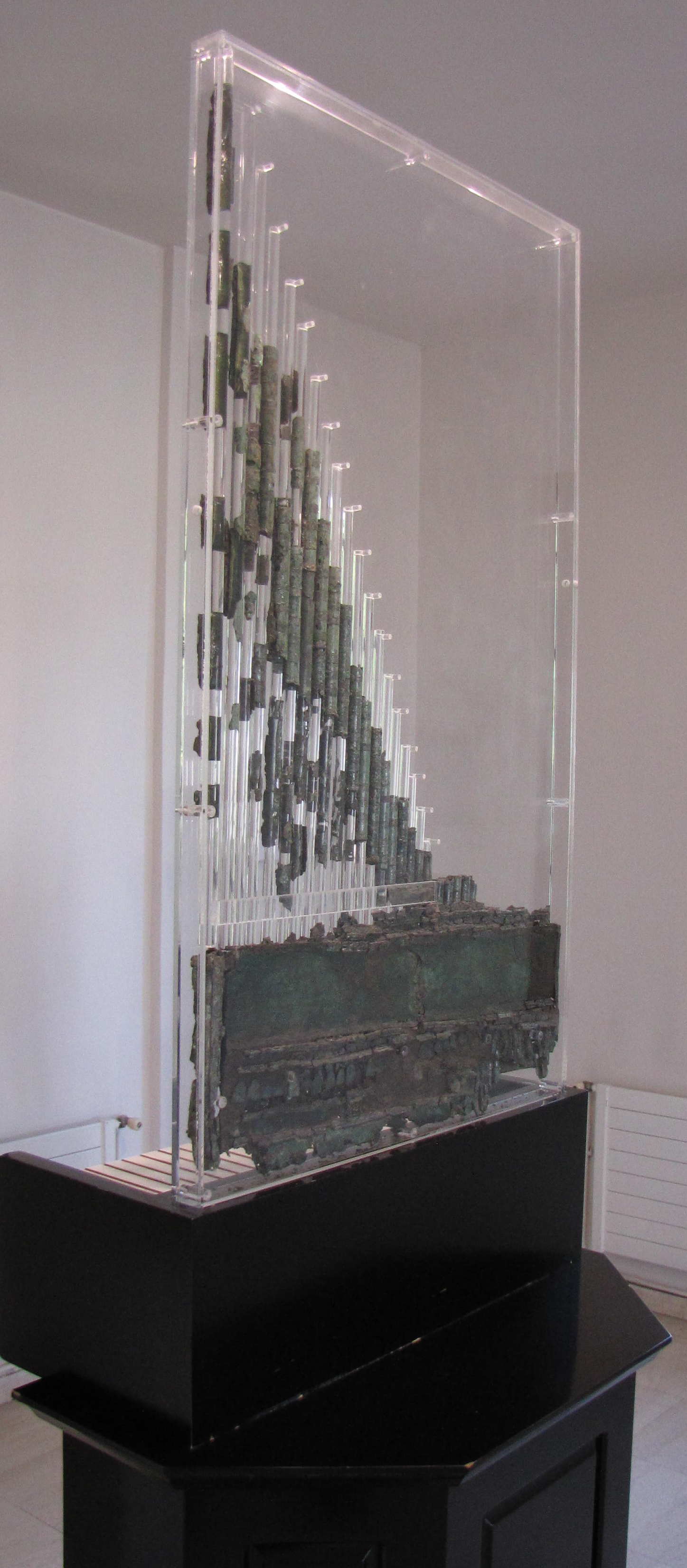
Órgano hidráulico del siglo I a. C., reconstruido.
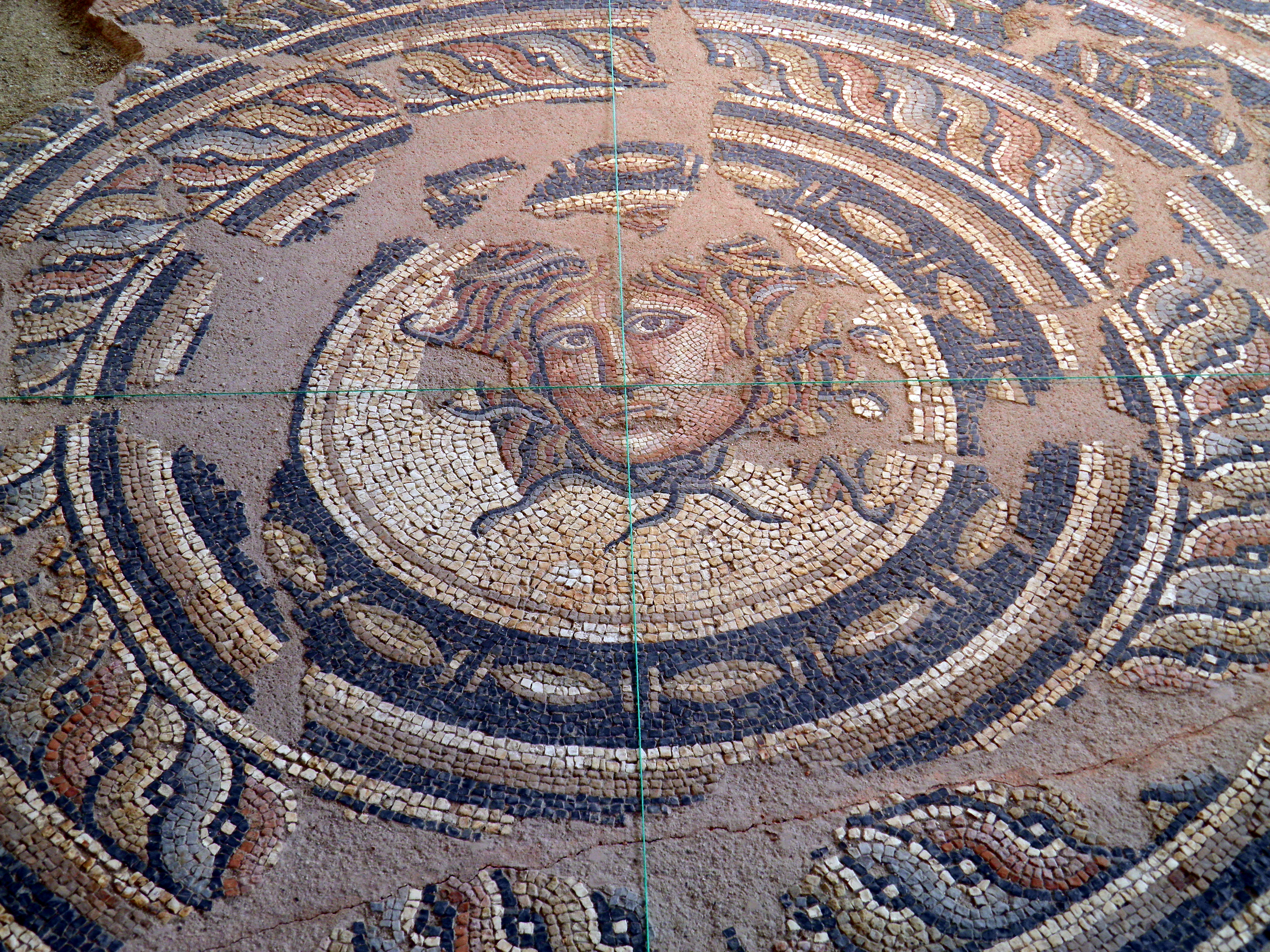
Mosaico de la villa de Dioniso, que representa la cabeza de Medusa.
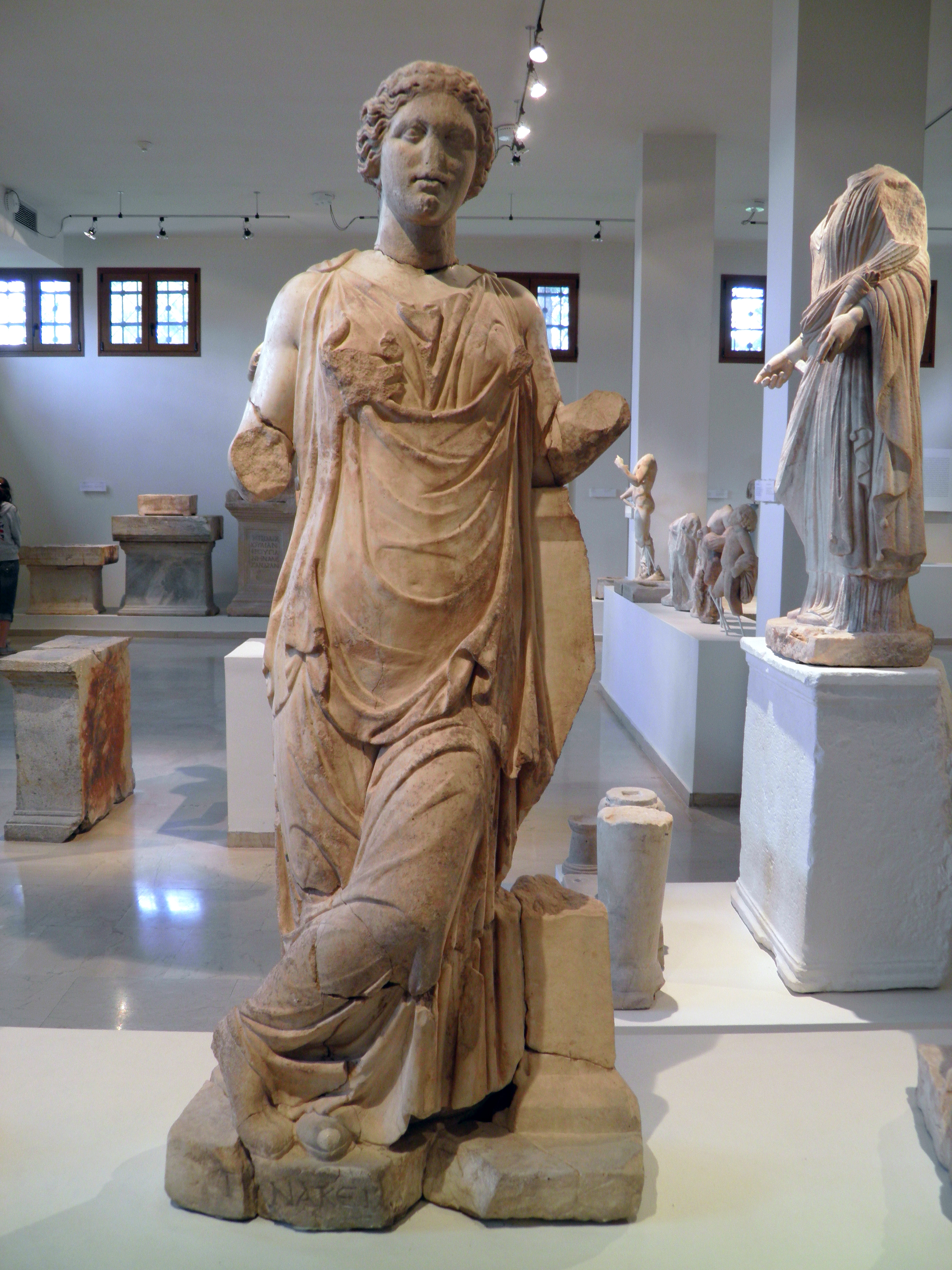
Estatua de Panacea, hija de Asclepio, del siglo II.